# Пахмутова Олександра Миколаївна
Олекса́ндра Микола́ївна Па́хмутова (9 листопада 1929, с. Бекетівка (нині Волгоград), РРФСР, СРСР) — радянська і російська піаністка, композиторка (автор пісень, вокальних циклів, музики для вистав, кіно та інструментальної), громадський діяч. Народна артистка СРСР (1984). Лауреат державних премій (1975, 1982), Герой Соціалістичної Праці (1990). Почесна громадянка Луганська (1971).

## Біографія
Народилася в селищі Бекетівка, що пізніше ввійшло до складу міста Волгоград.
З дитинства вирізнялася серед однолітків винятковою музичною обдарованістю. Перші мелодії написала в трирічному віці. У віці чотирьох років склала п'єсу «Півні співають».
1943 року прийнята в Центральну музичну школу при Московській державній консерваторії. 1953 року закінчила Московську консерваторію по класу композиції у В. Я. Шебаліна, в 1956 — успішно закінчила в нього ж аспірантуру.
1968 року стає секретарем правління Союзу композиторів СРСР.
Була однією із найпопулярніших і найзадіяніших композиторів СРСР.

## Родина
Чоловік — поет Добронравов Микола Миколайович є автором більшості текстів пісень на музику Пахмутової.

## Громадянська позиція
Підтримала анексію Криму. Фігурант бази даних центру «Миротворець».
Відвідала інавгурацію Путіна в 2024 році, поцілувала його.

## Нагороди, звання
- 1966 — Премія Ленінського комсомолу
- 1967 — Орден Трудового Червоного Прапора
- 1971 — Заслужений діяч мистецтв РРФСР
- 1971 — Орден Трудового Червоного Прапора
- 1975 — Державна премія СРСР
- 1977 — Народна артистка РРФСР
- 1979 — Орден Леніна
- 1982 — Державна премія СРСР
- 1984 — Народна артистка СРСР
- 1986 — Орден Дружби народів
- 1990 — Герой Соціалістичної Праці
- 2000 — Орден «За заслуги перед Вітчизною» II ступеня
- 2000 — Орден Франциска Скорини (Білорусь)
- 2002 — Титул «Жива легенда» від національної російської премії «Овація»
- 2008 — Орден преподобної Єфросинії, великої княгині Московської II ступеня (РПЦ)
- 2010 — Орден «За заслуги перед Вітчизною» I ступеня

## Найвідоміші твори
- Балет «Осяйність» (рос. «Озарённость») (1974),
- вокальний цикл «Сузір'я Гагаріна» (рос. «Созвездие Гагарина») (1971),
- популярні пісні («Пісня про тривожну молодість», «Надія», «Мелодія», «Ніжність», «И вновь продолжается бой», «Как молоды мы были» та ін.),
- музика до кінофільмів.

## Фільмографія
- «Екран життя» (1955, у співавт. з А. Ешпаєм)
- «За кермом автомобіля» (1956)
- «Сім'я Ульянових» (1957)
- «По той бік» (1958)
- «Дівчата» (1961)
- «Яблуко розбрату» (1962)
- «Жили-були старий зі старою» (1964)
- «Три тополі на Плющисі» (1967)
- «Хто пасеться на лузі?» (1973, мультфільм)
- «Закриття сезону» (1974)
- «Народжена революцією» (1974, у співавт.)
- «Моє кохання на третьому курсі» (1976)
- «О спорт, ти — мир!» (1981, док. фільм)
- «Полин — трава гірка» (1982)
- «Битва за Москву» (1985, кіноепопея)
- «Трагедія століття» (1993)
- «Син за батька» (1995)
- «Велика Перемога. Народна пам'ять» (2004)
- «Карнавальна ніч 2, або 50 років по тому» (2006)
- «Міцна броня» (2018) та ін.